# فریتیوف بیلکوئیست
فریتیوف بیلکوئیست (سوئدی: Fritiof Billquist؛ ‏ ۵ مهٔ ۱۹۰۱ – ۲۱ آوریل ۱۹۷۲) بازیگر اهل سوئد بود. وی بین سال‌های ۱۹۳۱ تا ۱۹۶۹ میلادی فعالیت می‌کرد.
از فیلم‌ها یا مجموعه‌های تلویزیونی که وی در آن‌ها نقش داشته است، می‌توان به بمبی بیت و من اشاره نمود.